# تامی ارل جنکینز
تامی ارل جنکینز (انگلیسی: Tommie Earl Jenkins؛ زادهٔ ۱۳ نوامبر ۱۹۶۵) که با نام تی جی (انگلیسی: Tee Jaye) نیز شناخته می‌شود، بازیگر و موسیقی‌دان اهل ایالات متحده آمریکا است. او بیشتر به‌خاطر صداپیشگی شخصیت اوبرکورن در مجموعه تلویزیونی گو جترز، ایفای نقش دی-هاردمن در بازی ویدئویی دث استرندینگ و دنباله‌اش دث استرندینگ ۲: در ساحل و خلق نقش بری بلِسون در موزیکال جرسی بویز شناخته شده است.

## حرفه
جنکینز در ابتدا به صورت تخصصی رقص باله کلاسیک را آموخت. او در مدرسه باله کانتون تحت نظر کاساندرا کراولی به‌عنوان دانشجوی بورسیه تحصیل کرد. به‌طور حرفه‌ای با گروه باله دولوث در مینه‌سوتا و همچنین تئاتر رقص آلویین آیلی در نیویورک فعالیت داشته است. او در اجراهای متعدد تئاتری به عنوان رقاص و بازیگر حضور داشته و همچنین به عنوان بازیگر سینما و صداپیشه فعالیت کرده است.

## زندگی شخصی
تامی ارل جنکینز، که اصالتاً اهل کانتون، اوهایو است، بیش از بیست سال در بریتانیا زندگی کرده است. او در سال ۲۰۱۴ به ایالات متحده بازگشت.
در سال ۲۰۰۰، جنکینز با جی فرسکا ازدواج کرد.